# Saturnus tiberius
Saturnus tiberius is een vlinder uit de familie van de dikkopjes (Hesperiidae). De wetenschappelijke naam van de soort is voor het eerst geldig gepubliceerd in 1882 door Heinrich Benno Moschler. Dit taxon wordt wel beschouwd als een ondersoort van Saturnus reticulata (Plötz, 1883).